# Jules-Émile Verschaffelt

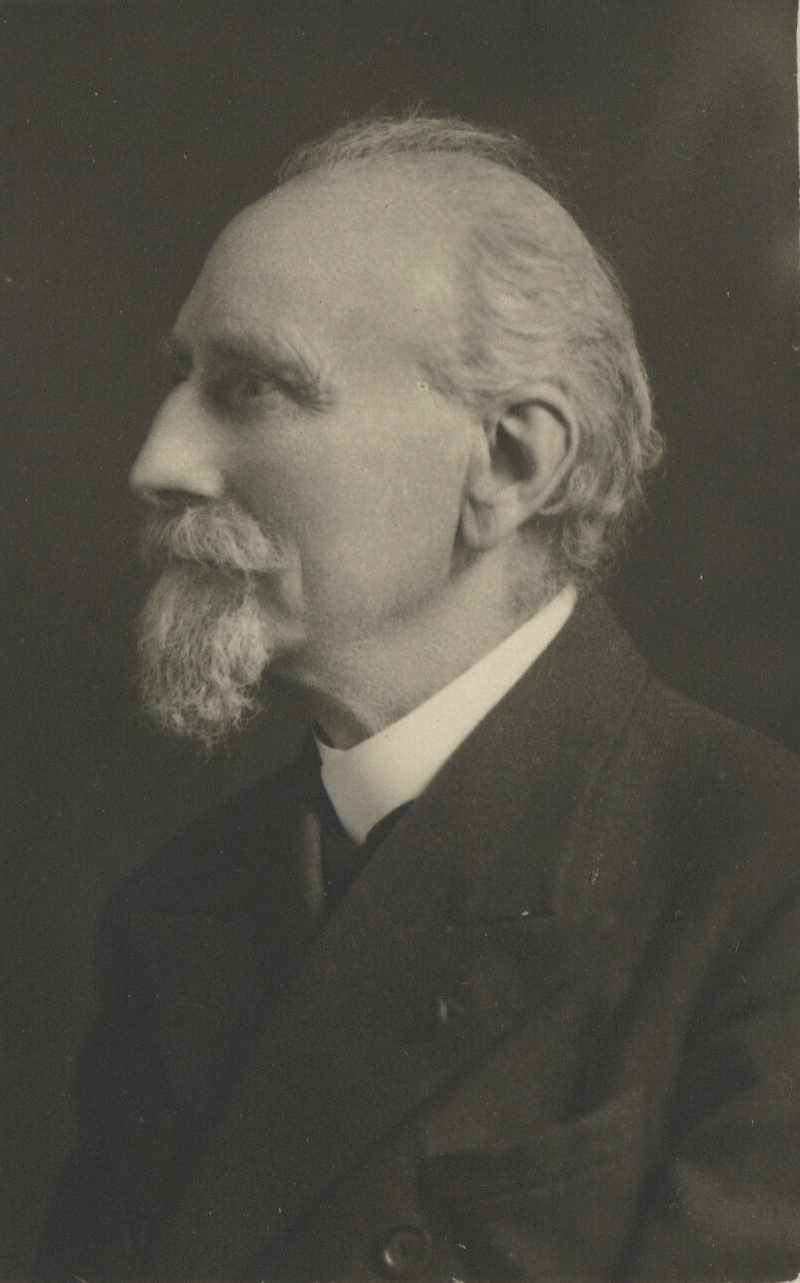
Verschaffelt

Jules-Émile Verschaffelt (* 27. Januar 1870 in Gent; † 22. Dezember 1955 in den Haag) war ein belgischer, aus Flandern stammender Physiker.

## Leben
Verschaffelt wurde 1870 in Gent geboren. Dort besuchte er ab 1880 das altsprachliche Athenaeum und begann 1888 ein Studium an der Universität in seiner Heimatstadt, das er 1893 mit dem Doktorgrad mit Auszeichnung abschloss. Obwohl in Gent niederländisch gesprochen wurde, erhielt er seine Ausbildung praktisch ausschließlich in französischer Sprache, da im damaligen Belgien das Französische Amtssprache und Sprache der höheren Bildung war. Die flandrische Mundart des Niederländischen hatte demgegenüber nur einen minderen Status und wurde nur in der Volksschule unterrichtet. Verschaffelt lernte erst während seines Studiums auf Anregung seiner Umgebung, sich gewählt in seiner Muttersprache auszudrücken.
Nach dem Doktorexamen widmete sich Verschaffelt verstärkt der Physik, Chemie und speziell der Kristallographie. Mit einem Zwei-Jahres-Stipendium ging er in die Niederlande und bildete sich dort 1893 bei van der Waals und Van ’t Hoff sowie 1894 bei H. A. Lorentz in Leiden fort. Nach Auslaufen des Stipendiums arbeitete er in Leiden als Laborassistent. Dort lernte er seine spätere Frau Elisabeth Ebert kennen. Da er seine wissenschaftliche Karriere in den Niederlanden fortsetzen wollte, musste er seine Doktorarbeit an einer niederländischen Universität nachholen, da der belgische Titel nicht anerkannt wurde. 1896 promovierte er bei Kamerlingh Onnes. 1898 bis 1906 war er Hochschullehrer für Physik in Dordrecht. 1906 wurde er Professor an der Universität Brüssel und kehrte nach Belgien zurück. Nach Ausbruch des Ersten Weltkrieges und der deutschen Besetzung Belgiens floh er 1914 mit seiner Familie in die nördlichen, neutral gebliebenen Niederlande, wo er eine Arbeitsstelle im Labor von Kamerlingh Onnes erhielt.
Nach dem Krieg ging Verschaffelt 1923 wieder an die (nunmehr niederländisch-sprachige) Universität Gent, wo er 1929 eine volle Professorenstelle erhielt und bis 1940 wirkte. Auch aufgrund seiner guten Sprachkenntnisse (niederländisch, französisch, deutsch) wirkte er als Sekretär der Solvay-Konferenzen, auf denen sich die führenden theoretischen Physiker der Zeit in Brüssel trafen.
Während der deutschen Besetzung Belgiens im Zweiten Weltkrieg weigerte er sich, mit der pro-deutschen Flämischen Bewegung zusammenzuarbeiten, was ihm einige Monate Gefängnis im Jahr 1943 einbrachte.
Nach dem Tod seiner Frau 1946 siedelte er in die Niederlande über.
Seit 1909 war er Mitglied der Académie royale des Sciences, des Lettres et des Beaux-Arts de Belgique.

## Wissenschaftliches Werk
Hauptarbeits- und Forschungsgebiet waren Arbeiten zur Thermodynamik, zu Kapillarphänomenen, zur Entropie und zur Irreversibilität von physikalischen Prozessen. Er war an mehreren Hundert wissenschaftlichen Arbeiten beteiligt.